# The Neverhood
The Neverhood – przygodowa gra komputerowa stworzona przez Douga TenNapela i wydana 31 października 1996 roku przez firmę DreamWorks Interactive. Gra prezentuje animację wykonaną w technice poklatkowej z wykorzystaniem plastelinowych postaci. Sequelem gry jest Skullmonkeys, wydany tylko na konsole PlayStation. Postacie z gry występują również w grze „Klaymen Gun Hockey” wyłącznie w języku japońskim na konsolę PSX.
The Neverhood była pierwszą grą stworzoną metodą poklatkowego filmowania i animacji plastelinowej. Stworzona na potrzeby gry makieta z plasteliny miała 400 metrów kwadratowych i budowana była przez trzy miesiące, a osiem miesięcy trwało filmowanie gry. Gra okazała się po stworzeniu zbyt nowatorska i nietypowa, nie zyskała popularności – sprzedano tylko 42 000 jej egzemplarzy. Z biegiem czasu zyskiwała uznanie. Pozytywnie oceniła ją firma Microsoft – uznała ją za najbardziej niedocenioną grę w historii, wykupiła dużą część egzemplarzy i bezpłatnie dołączała do sprzedawanych komputerów, co spowodowało szerokie poznanie gry i powszechne jej docenienie. Gra zyskała status kultowej, pozytywnie oceniono również fakt, że jej fabuła nie opiera się na scenach walki i przemocy. Obecnie jest znana i istnieją liczne poświęcone jej strony internetowe.
„Duchowy” następca The Neverhood - Armikrog - został wydany 30 września 2015 roku.

## Świat gry
Akcja rozgrywa się w plastelinowym świecie, który został stworzony przy pomocy ponad trzech ton plasteliny. Gracz wciela się w postać Klaymena, dosyć gapowatego, ale bardzo sympatycznego „plastusia”. Świat Klaymena widziany jest z jego perspektywy (z pierwszej osoby, podczas przemierzania terenu) oraz klasycznie „z boku” (w pomieszczeniach).
Żeby móc zrozumieć fabułę i dokładniej zbadać swoje otoczenie, należy obejrzeć leżące gdzieniegdzie dyskietki odtwarzane w specjalnych telewizorach oraz zwiedzić miejscowe muzeum zawierające kronikę świata Neverhood. Owo muzeum jest osobliwym dowcipem niespotykanym w żadnych innych grach – gracz musi przejść Klaymenem przez kilkadziesiąt ekranów, niczym długim korytarzem, bez wykonywania żadnych czynności tam i z powrotem (na końcu korytarza leży jedna z dyskietek, a bez ich skompletowania nie da się ukończyć gry), przy czym na ścianie korytarza zapisane jest opowiadanie o historii świata Neverhood i gracz przy okazji może je przeczytać. Atmosfera gry tworzona przez główną postać oraz liczne przerywniki tętni żywym poczuciem humoru. Gra oferuje dosyć trudne łamigłówki i zabawy logiczne. Ma dwa różne zakończenia.

## Fabuła
Hoborg, twórca świata Neverhood, ciężko pracował nad swoją krainą. Gdy ją ukończył, stwierdził, iż jest tu całkowicie samotny. W związku z tym postanowił stworzyć pierwszą istotę zamieszkującą Neverhood. Wyjął więc ziarenko (ang. life seed) z korony, po czym rzucił je na ziemię. Z ziarenka powstała postać, której Hoborg dał na imię Klogg. Zezwolił mu wówczas na eksplorację swojego nowego domu i robienie co mu się podoba. Niestety, Klogg upatrzył sobie inny cel, którym jest korona Hoborga. Od tej pory interesowało go tylko i wyłącznie zdobycie jej. Hoborg zaś wrócił do swojego zamku, by stworzyć nowe istoty, które miałyby zamieszkiwać tę krainę, wobec czego wyciągnął kolejne ziarenko. Gdy trzymał je w ręku, Klogg niespodziewanie ukradł mu koronę. Jak się okazało, Hoborg bez korony stał się jak urządzenie bez baterii – przestał działać. Klogg wówczas założył koronę na głowę, przez co zmienił mu się całkowicie wygląd i stał się wręcz karykaturalny.
Całą tę scenę obserwował z ukrycia Willie Trombone. Gdy Klogg odszedł snuć swoje złowieszcze plany, z dłoni zdezaktywowanego Hoborga wyskoczyło ziarenko wprost pod nogi Williego. Ten je podniósł, a następnie uciekłszy z zamku wrzucił je do jednego z domków, co sprawiło narodziny Klaymana – głównego bohatera gry, który wówczas spał. Willie, by pomóc Klaymanowi zrozumieć całą sytuację w krainie rozmieścił dyski ze swoimi nagraniami w wielu miejscach, które, po zebraniu ich razem, układają się w całą opowieść.
Na końcu gry Klayman ma możliwość wyboru założenia korony na głowę, lub oddania ją Hoborgowi. Opcja „zła” sprawia, że Clayman zamienia się w drugiego Klogga, po czym go najprawdopodobniej zabija (zadaje mu cios z pięści, przez co Klogg ląduje nieruchomo na podłodze). Po wybraniu opcji dobrej, Klayman zmierza się z Kloggiem, który stara się nie dopuścić go do Hoborga, lecz nie udaje mu się. Klayman uruchamia Hoborga zakładając mu na głowie koronę, po czym Klogg z zamiarem zamachu na Hoborga podchodzi po cichu ze sztyletem, lecz przypadkowo naciska nogą przycisk na leżącym pilocie, który uruchamia armatę. Armata wystrzeliwuje pocisk wprost w Klogga, a ten spada w bezgraniczną przepaść. Hoborg wówczas mówi do Klaymana, że nigdy nie rozumiał tego gościa.
Po tym wszystkim Hoborg tworzy wiele istot podobnych do Klaymana, lecz różniących się wyglądem oraz zapewne charakterem i ogłasza wielką imprezę na cześć Klaymana, który uratował świat. Wszyscy wówczas radośnie krzyczą „hip hip, hu”. Niestety, Klayman nie jest szczęśliwy, ponieważ zanim dotarł do zamku, w którym urzędował Klogg, zginął jego przyjaciel Willie oraz robot Bill, który mu pomagał i otworzył bramę zamku. Hoborg widząc płaczącego Klaymana od razu bierze się do dzieła, po czym po chwili Klayman widzi zbliżającego się z pewnej odległości robota Billa, a razem z nim machającego Williego, za co ten jest dozgonnie wdzięczny Hoborgowi.

## Postacie
Klaymen (z ang. clay – glina i man – człowiek) – protagonista całej opowieści. Gracz prowadzi go poprzez Neverhood, rozwiązując różne zagadki. Jest ciekawską, pocieszną postacią poruszającą się w charakterystyczny sposób. Jego przyjacielem jest Willie Trombone. Klaymen jest uznawany za bohatera Neverhood i planety Idznak. Budzi stwórcę Neverhood, Hoborga, z jego długiego, twardego snu i niszczy plany głównego złoczyńcy gry, Klogga – lub zasiada na tronie, w zależności od ostatecznej decyzji gracza.
Hoborg – stwórca świata Neverhood. Powołał do życia Klogga i Klaymena. Wbrew powszechnemu mniemaniu Hoborg nie jest stwórcą Williego Trombone. Wiele informacji na jego temat znajduje się w kronikach spisanych na ścianie bardzo długiego korytarza.
Klogg – nieudane dzieło Hoborga, główny złoczyńca gry i antagonista Klaymena. Zabrał Hoborgowi koronę i przejął władzę nad światem Neverhood. Teraz tworzy potwory, żeby przeszkodzić graczowi w grze.
Willie Trombone – przyjaciel Klaymena. Według kronik Neverhood Willie jest jednym z siedmiu chłopców stworzonych przez Ottoborga, który był bratnim bytem Hoborga. Willie pomaga Klaymanowi przyjść na świat i wspiera go także w trakcie gry. Ginie podczas walki robota Bila. Willie siedzi w środku robota, kiedy ten zostaje zestrzelony. Jednak w dobrym zakończeniu Hoborg przywraca go do życia.
Robot Bil – inne dzieło Ottoborga, również przyjaciel Williego. Z początku jest on zepsuty. Klaymen uruchamia go i w ten sposób robot ożywa. Jego ulubioną zabawką jest pluszowy miś, którego podarował mu Hoborg. Jest wrażliwy, ale potrafi również walczyć. Zostaje zestrzelony przez Klogga i spada w otchłań wraz z Williem. Podczas dobrego zakończenia Hoborg ożywia go, razem z jego misiem.
Miś Bila – ulubiona zabawka robota Bila. Zostaje zniszczony podczas walki z Mechaniczną Bestią, która urywa mu głowę i wrzuca na kolce.

## Muzyka
Muzyka w grze została stworzona przez Terry’ego Taylora. W tekstach przeważają nieartykułowane dźwięki bądź nieskomplikowane zdania wpasowujące się do jazzowo-swingowego charakteru melodii. Wszystkie utwory zostały wydane w albumie Imaginarium: Songs from the Neverhood.